# Frederick Judd Waugh
Pour les articles homonymes, voir Waugh.
Frederick Judd Waugh, né le 13 septembre 1861 à Bordentown dans l'État du New Jersey et décédé le 10 septembre 1940 à Provincetown dans l'État du Massachusetts aux États-Unis, est un peintre et un illustrateur américain, spécialisé dans la peinture de paysage et la peinture maritime, également connu pour ses travaux de camouflage Dazzle pour l'US Navy durant la Première Guerre mondiale. 

## Biographie
Fils du peintre portraitiste américain Samuel Waugh (en), Frederick Judd Waugh naît à Bordentown dans l'état du New Jersey en 1861. Il étudie aux États-Unis à la Pennsylvania Academy of the Fine Arts sous la direction de Thomas Eakins et de Thomas Pollock Anshutz et en France à l'Académie Julian sous la direction de William Bouguereau et de Tony Robert-Fleury. Il en profite pour visiter la France, avec des séjours dans la colonie d'artistes de Grez-sur-Loing ou la Bretagne.
En 1885, il rentre à Philadelphie voir son père mourant, avant de s'installer pour les sept années suivantes dans sa ville de naissance. Il épouse Clara Eugénie Bunn et le couple aura deux enfants, dont Coulton Waugh (1896-1973), lui aussi devenu peintre, comme son père et son grand-père.
En 1892, il retourne en Angleterre ou il réside sur l'île de Sercq dans la mer de la Manche et y peint des paysages maritimes. Il séjourne également à St Ives, dans le comté du Bedfordshire et à Londres dans le quartier d'Hendon, ou il travaille comme illustrateur pour les magazines The Graphic et Hamsworth.
En 1908, il rentre aux États-Unis et s'installe à Montclair dans le New Jersey. Il rencontre le mécène et collectionneur d'art William T. Evans (en) qui lui offre un atelier en échange de tableaux. Par la suite, Waugh s'installe sur l'île de Bailey dans le Maine et effectue des séjours sur l'île Monhegan dans le Maine, ou il est juge d'une exposition d'art organisée pour célébrer le tricentenaire du voyage du capitaine John Smith.
En 1915, il part pour la ville de Kent dans le Connecticut. Il publie en 1916 un livre illustré, The Clan of the Munes. En 1918, il travaille comme peintre pour l'US Navy sur plusieurs projets de camouflage Dazzle, sous la direction du peintre américain Everett Warner. Il quitte le Connecticut pour Provincetown dans le Massachusetts en 1927, où il meurt en 1940.
Ces œuvres sont notamment visibles ou conservées au Metropolitan Museum of Art de New York, au Museum of Arts and Sciences (en) de Daytona Beach, au Smithsonian American Art Museum de Washington DC, au Musée d'Art d'El Paso, au Chrysler Museum of Art de Norfolk, au Portland Museum of Art (en), au Currier Museum of Art de Manchester, au Phoenix Art Museum, au Farnsworth Art Museum (en) de Rockland, au Springville Museum of Art (en), à l'Art Institute of Chicago, au Brooklyn Museum, à l'Ulrich Museum (en) de Wichita et au musée de l'Armée à Paris.

## Œuvres

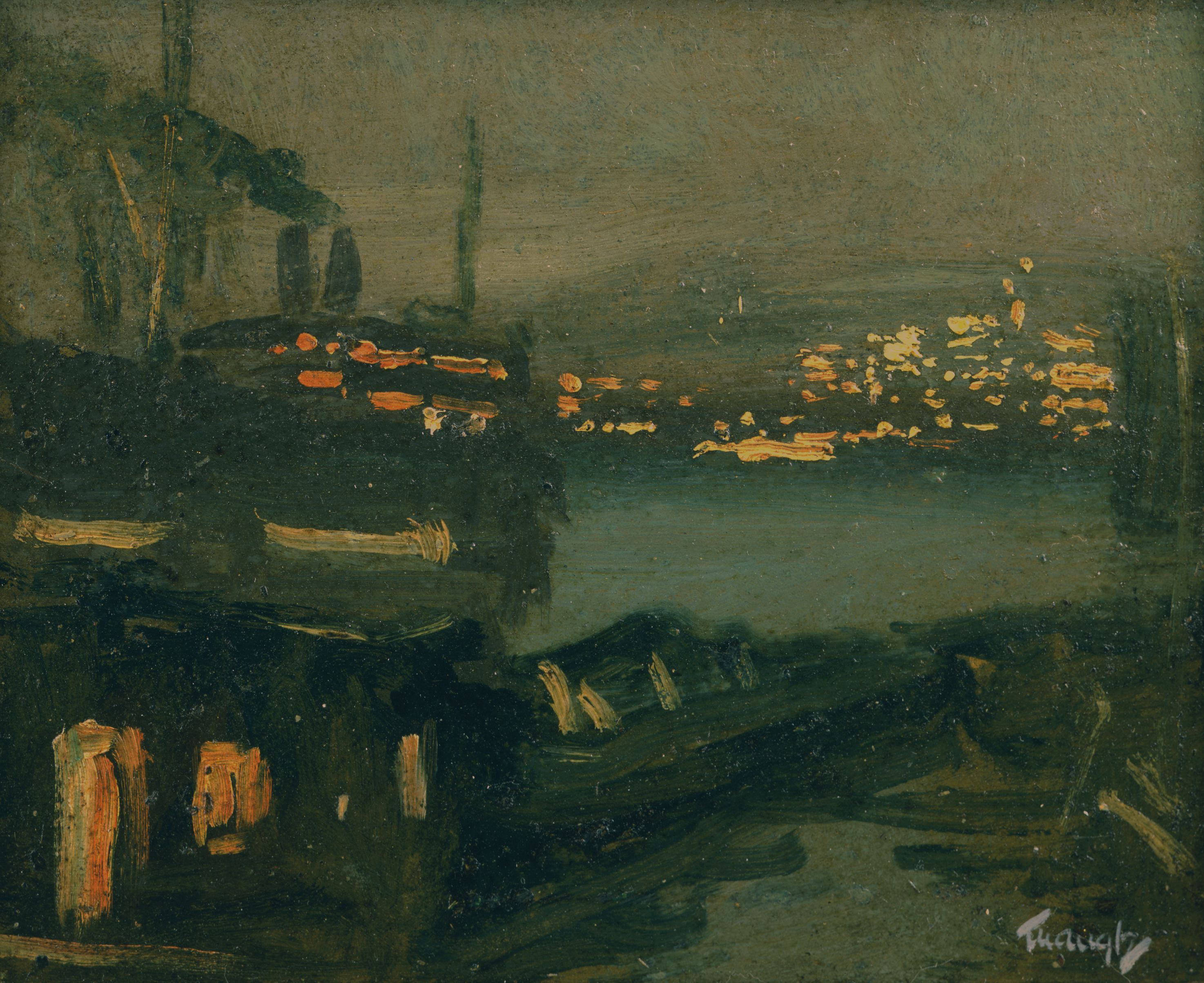
Jersey City Waterfront (sans date)
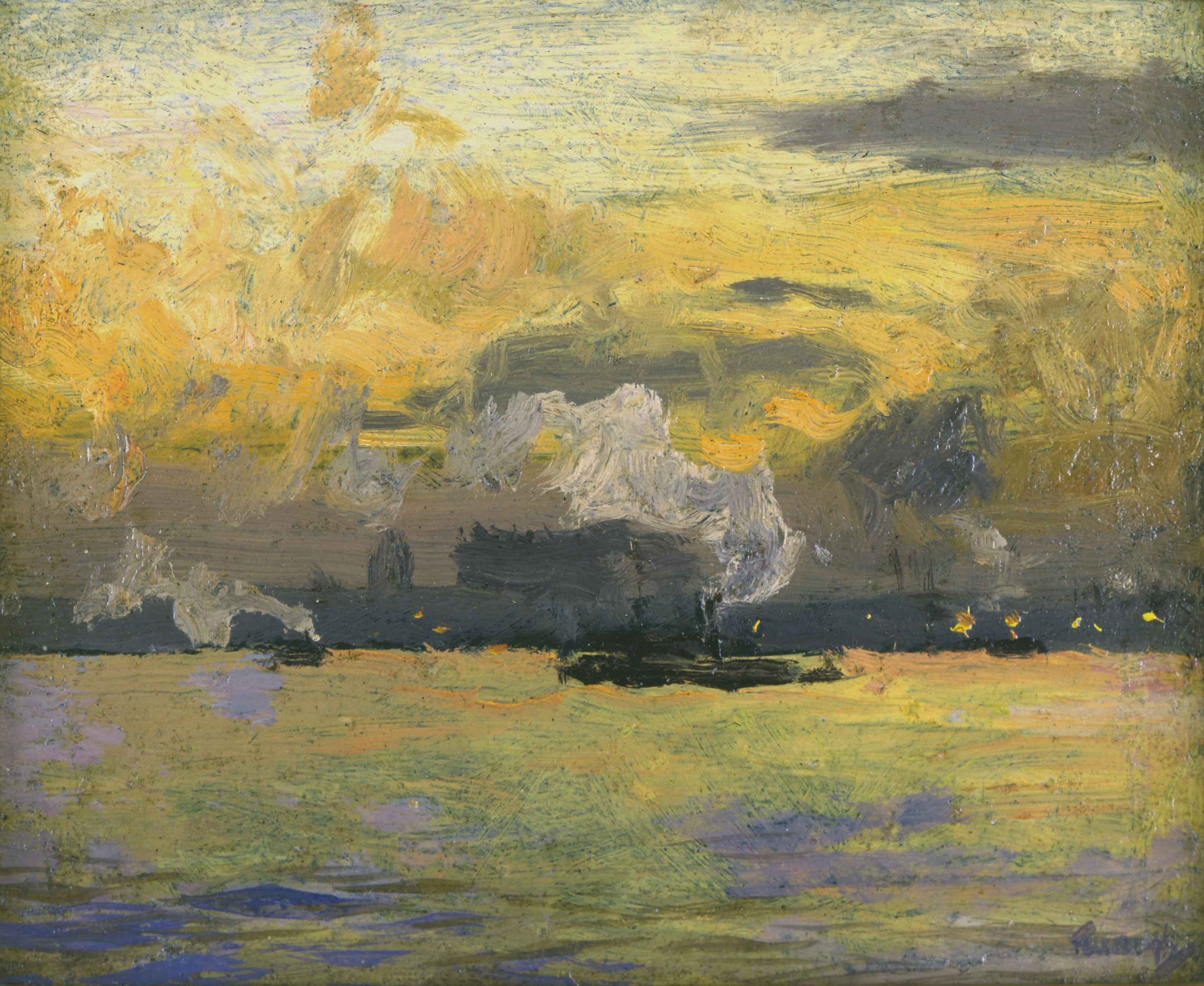
Jersey City at Sunset (vers 1907-1908)
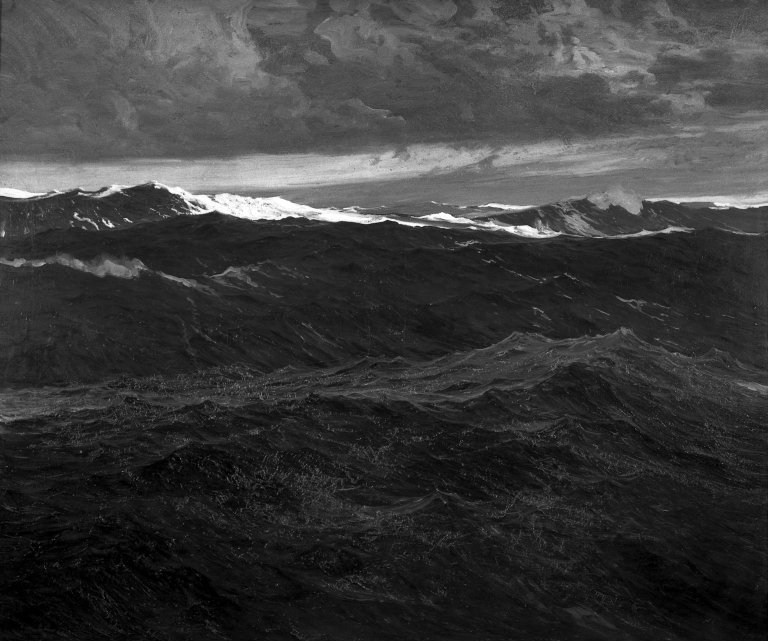
The Great Deep (vers 1909), Brooklyn Museum
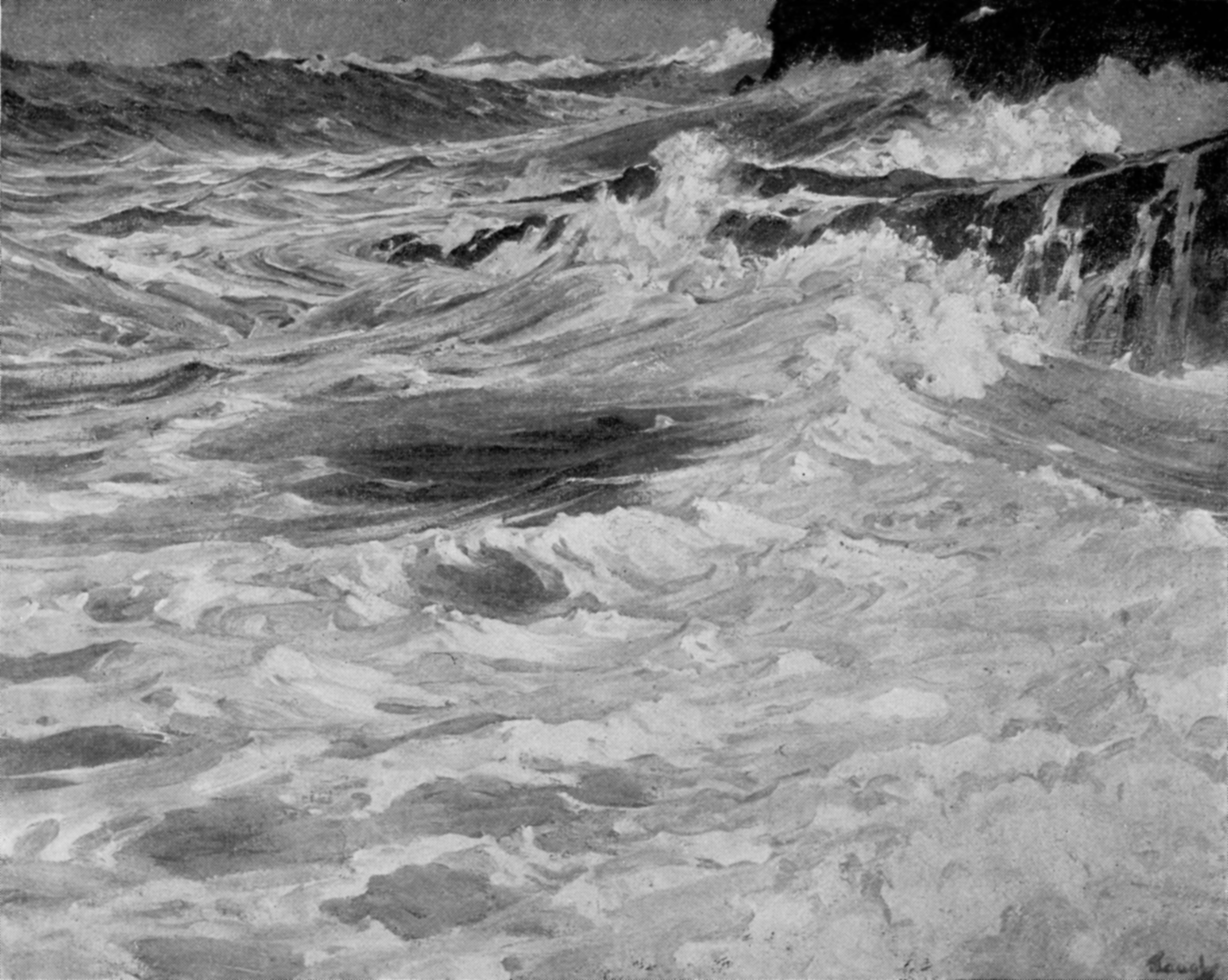
At the Base of the Cliff  (sans date)
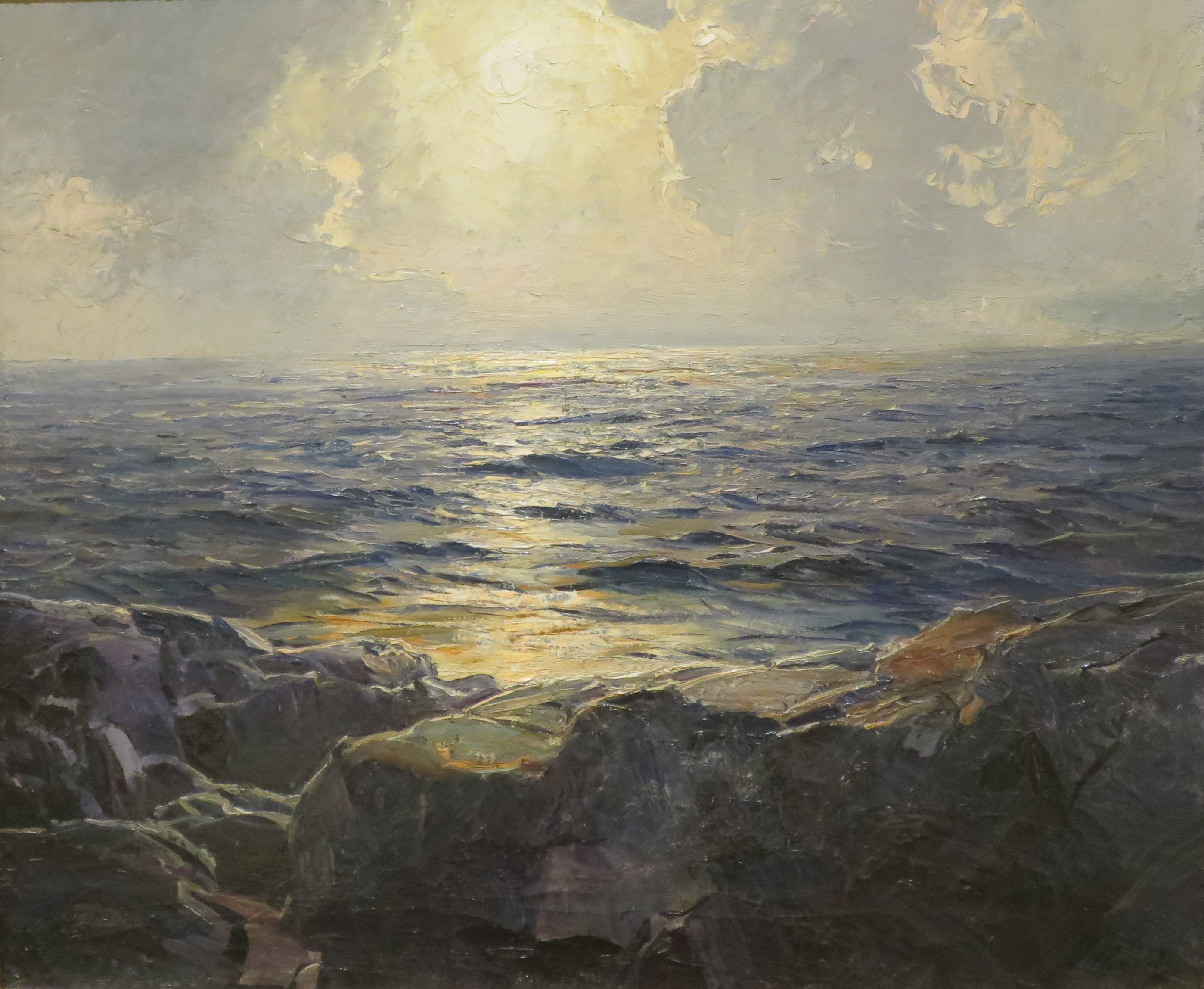
Moonrise (sans date), Musée d'Art d'El Paso
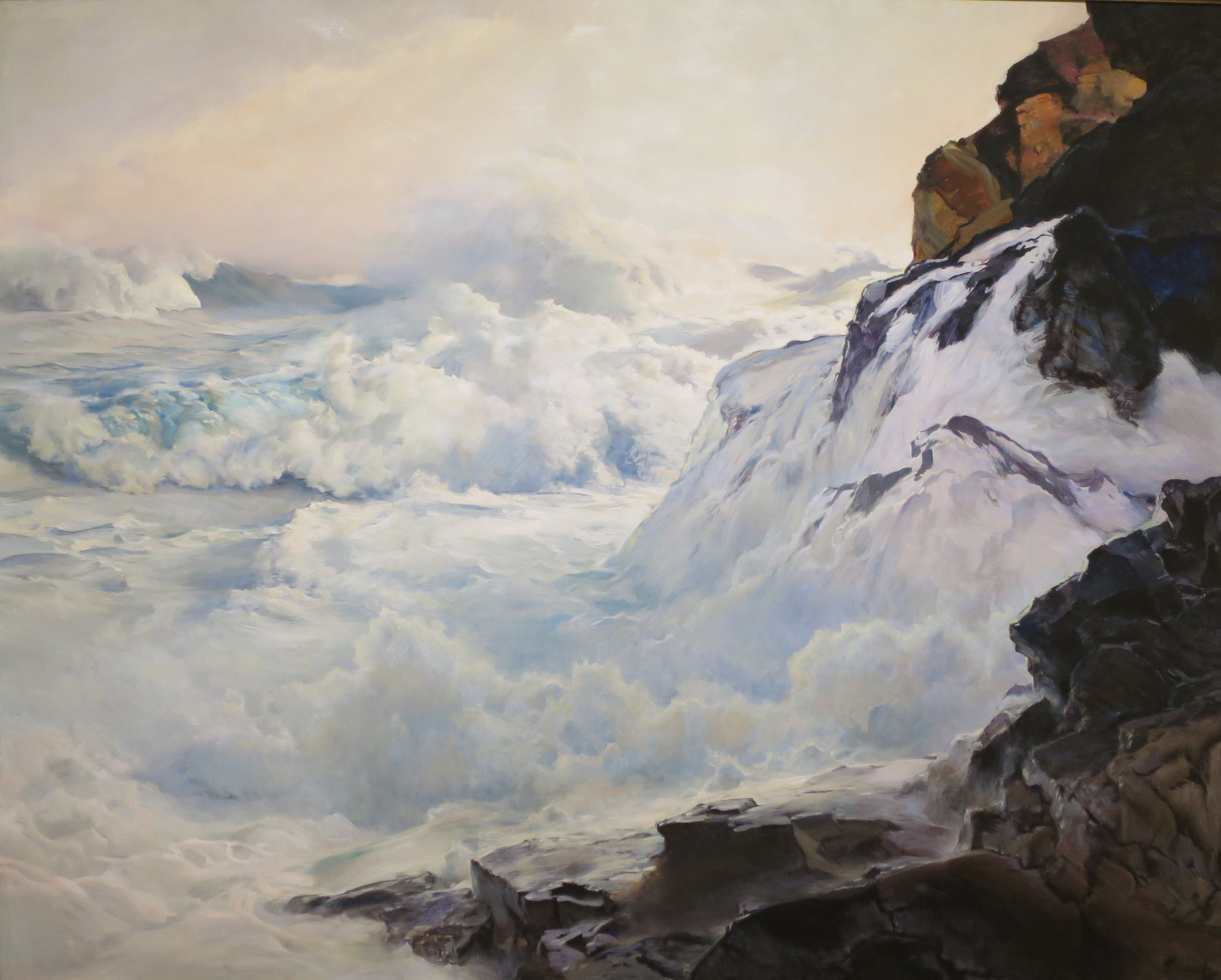
Smothering Surf (sans date), Musée d'Art d'El Paso
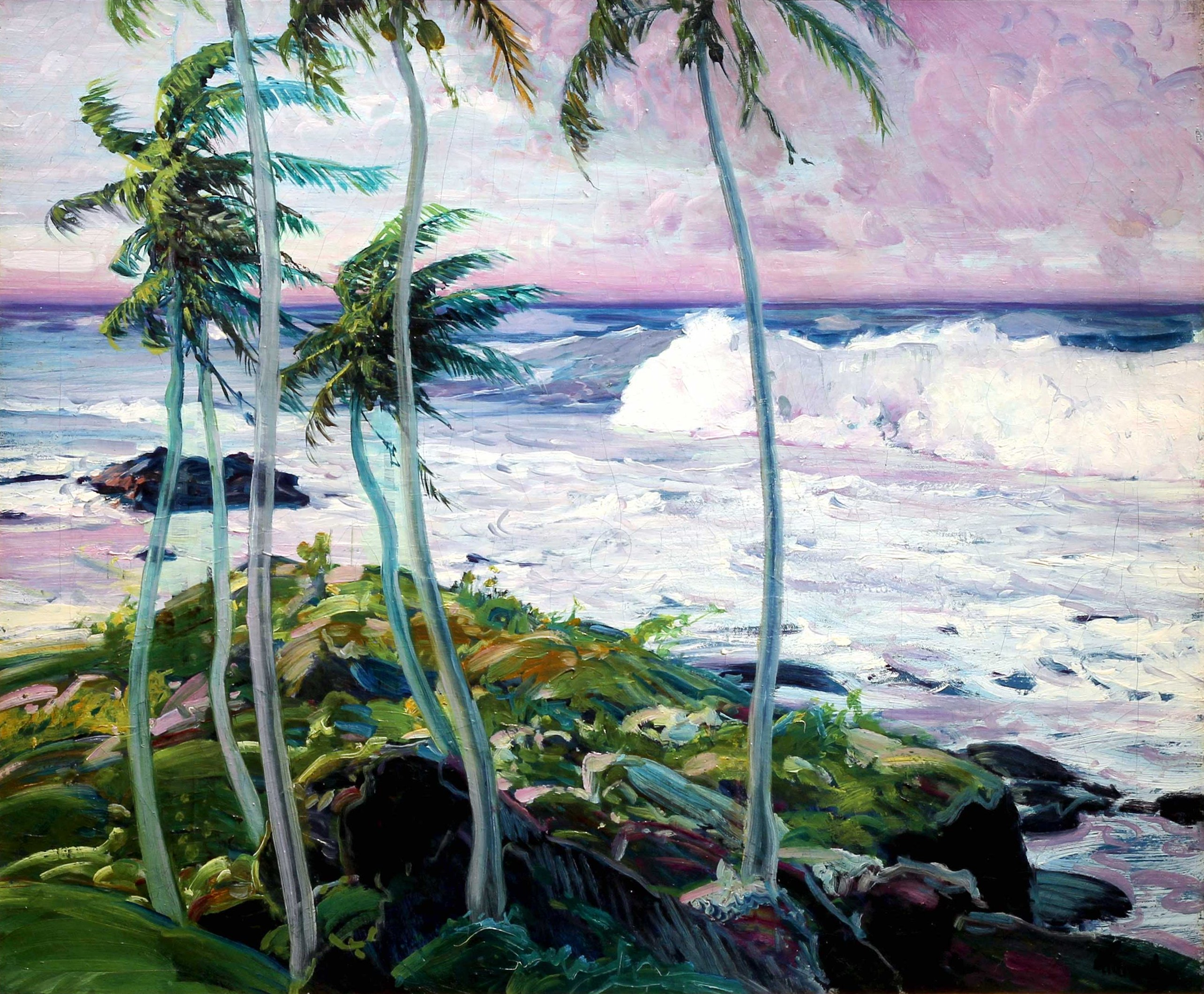
Under the Trade Winds, Barbados (sans date)
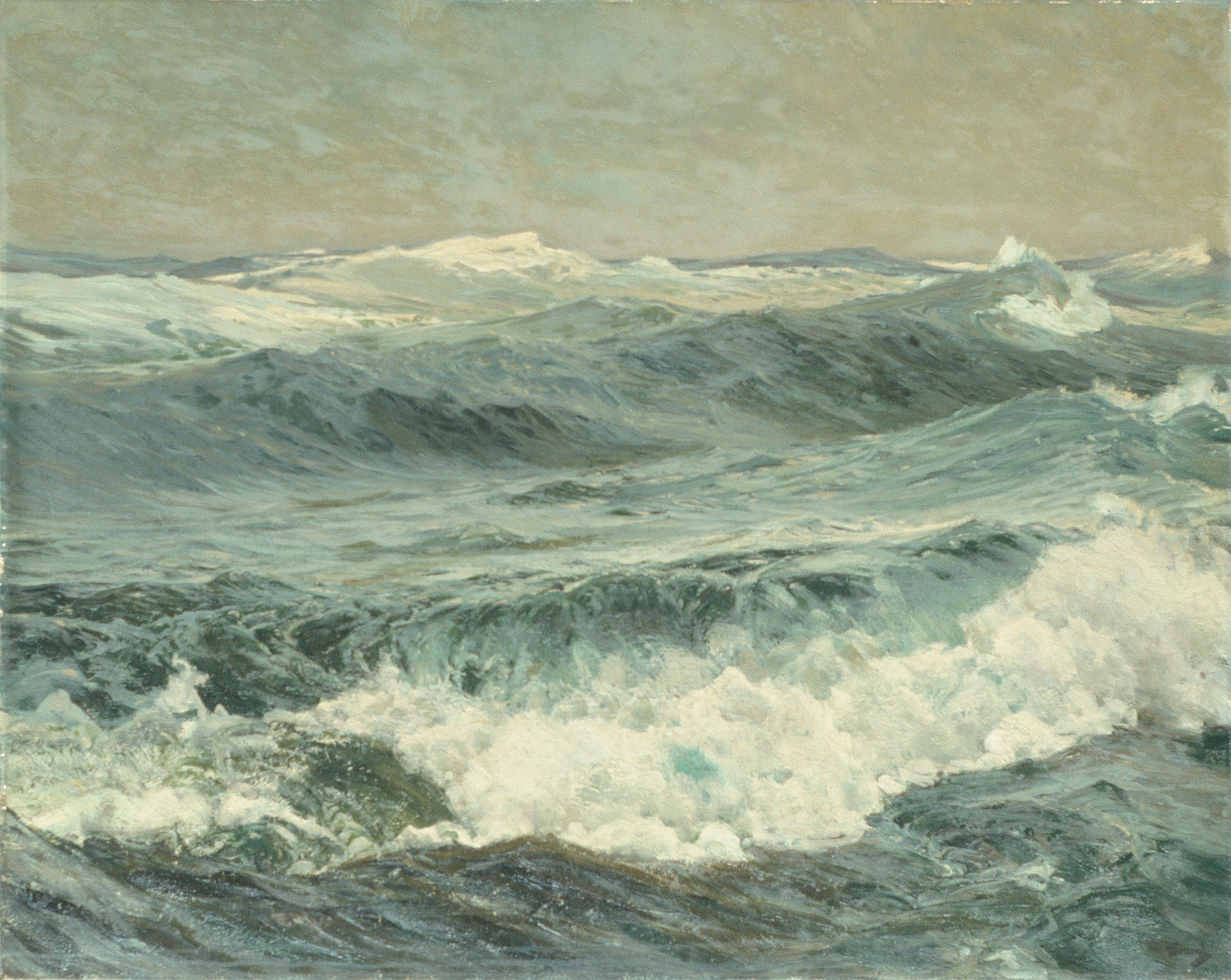
The Roaring Forties  (1908), Metropolitan Museum of Art
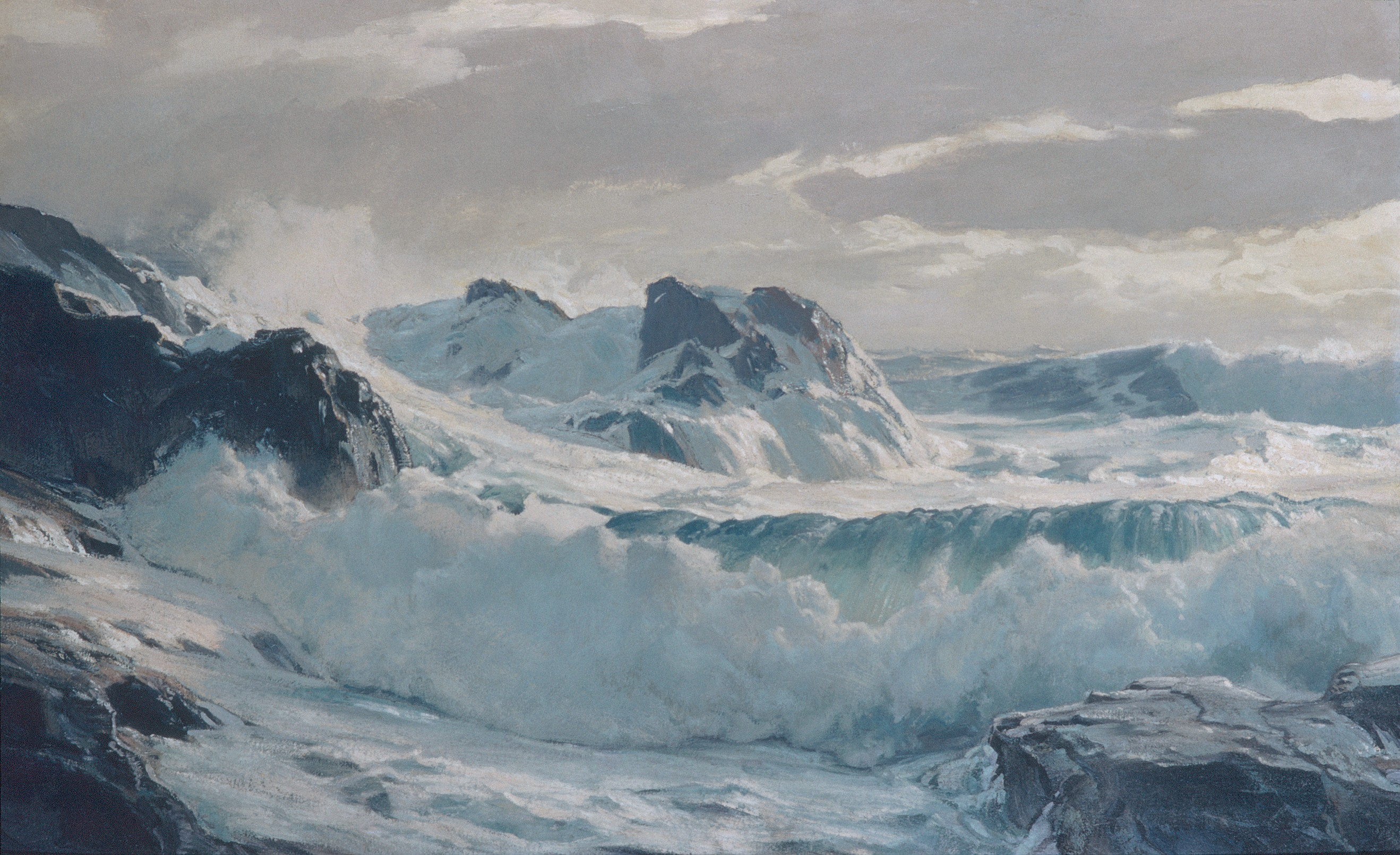
Wild Weather (vers 1930), Metropolitan Museum of Art
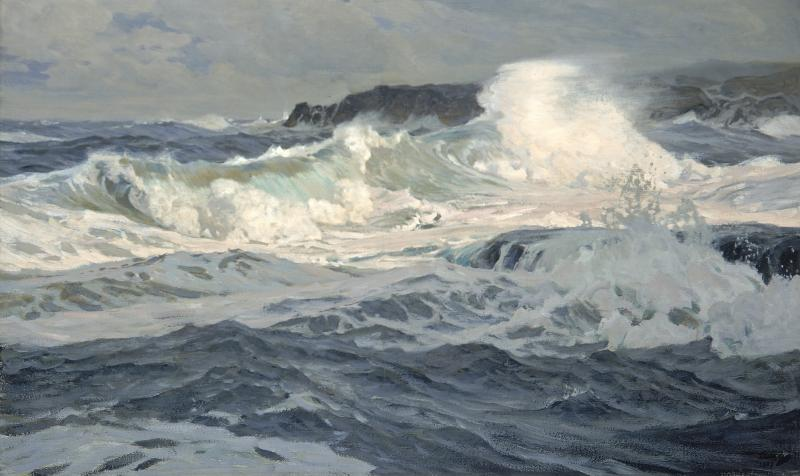
Southwesterly Gale, St. Ives (1907)
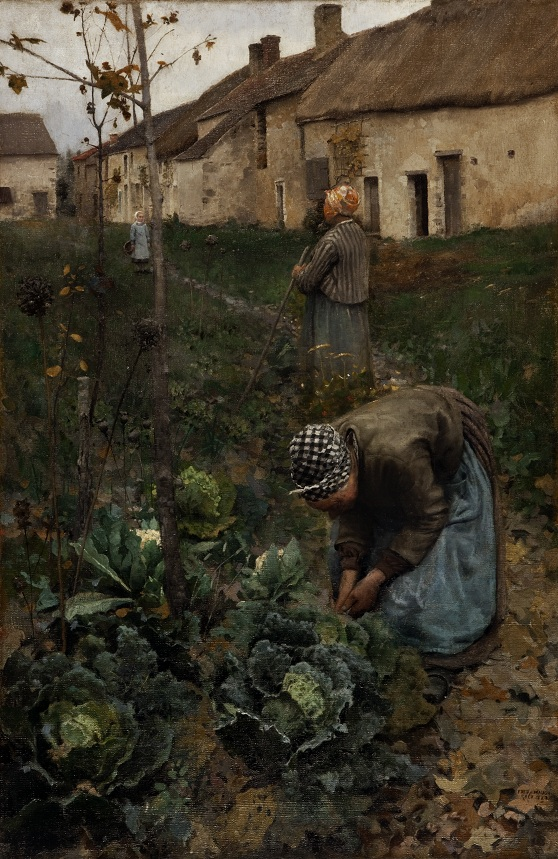
Peasant Landscape (1893), Ulrich Museum (en)
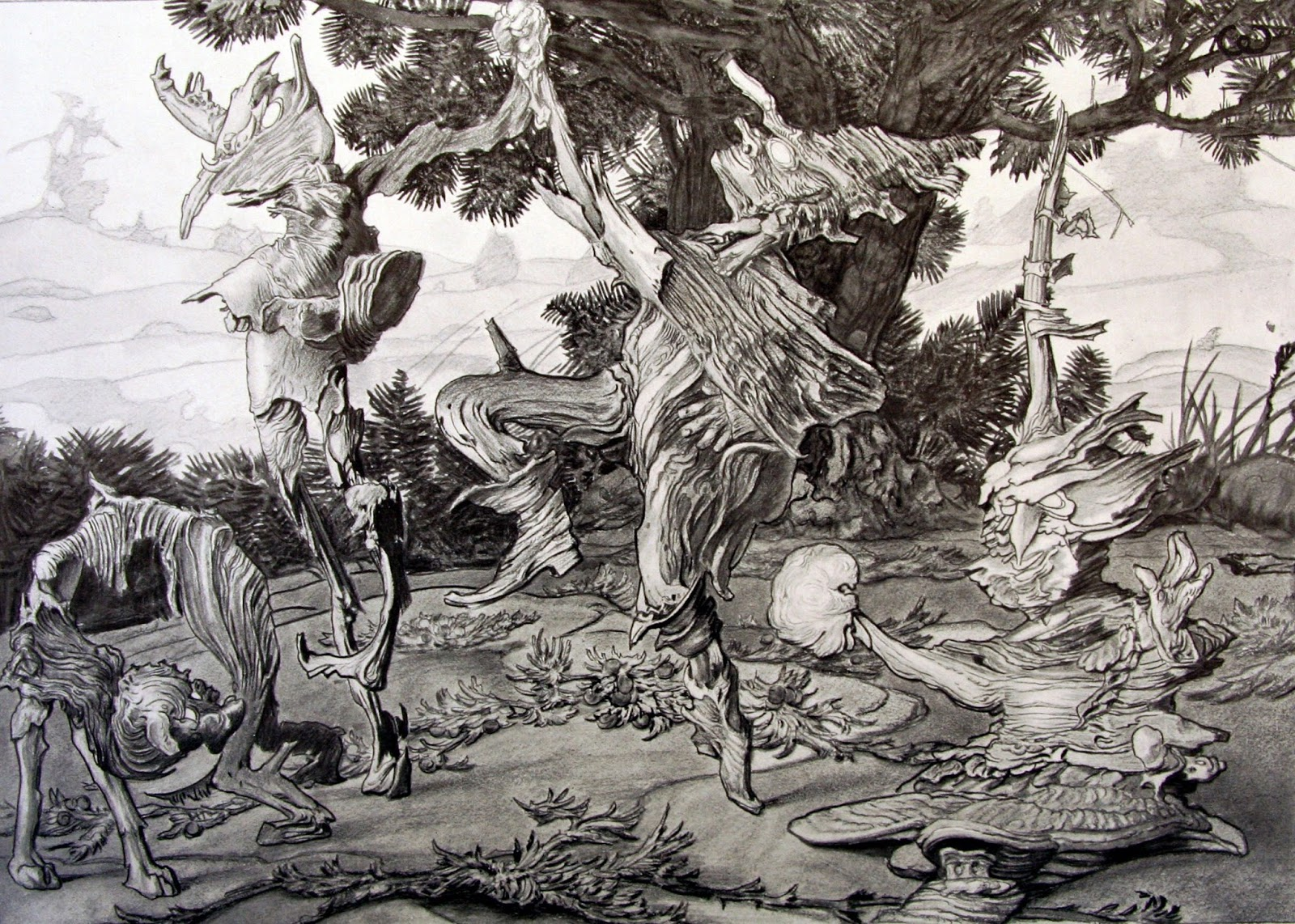
Illustration pour le livre The Clan of the Munes (1916)
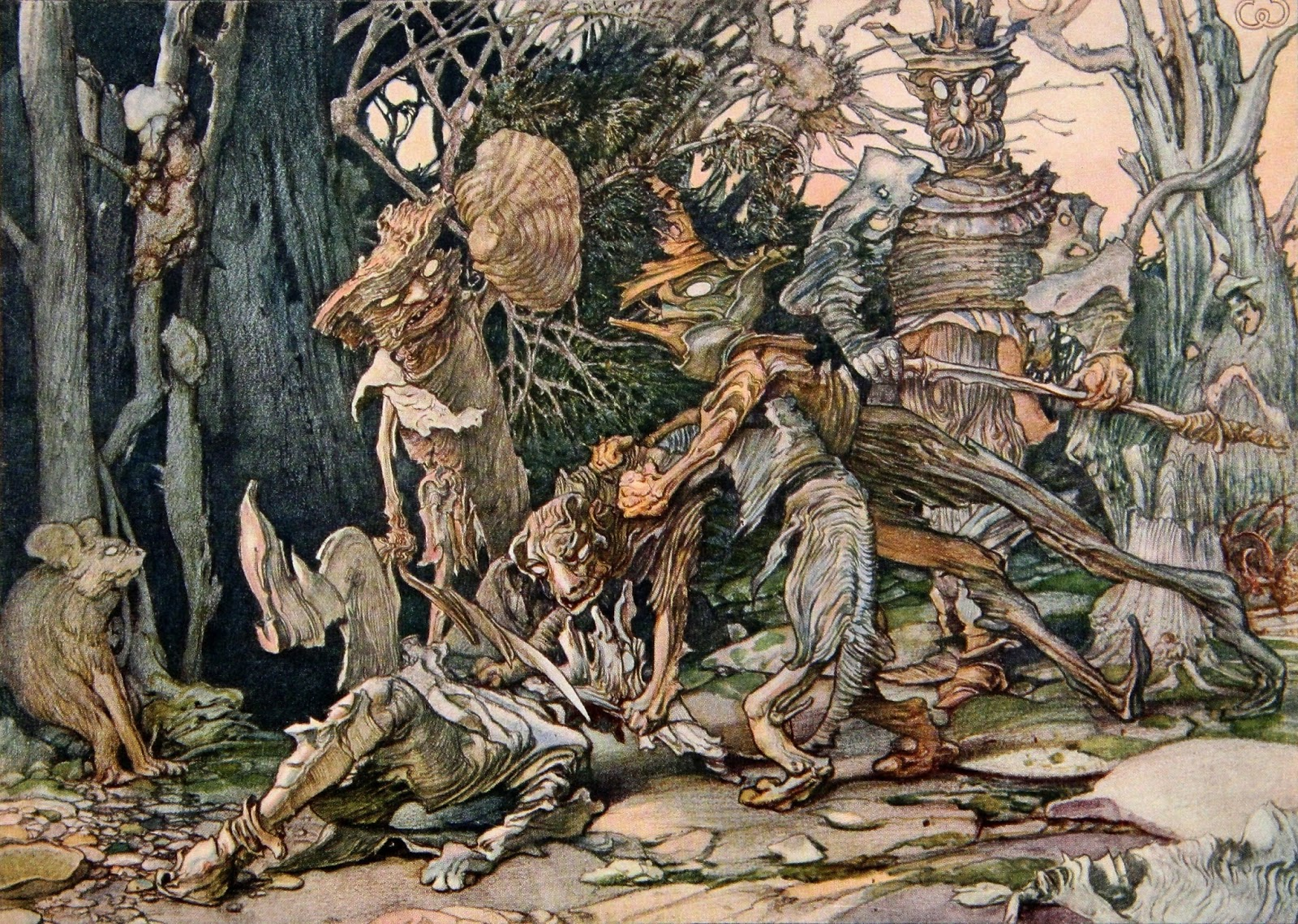
Illustration pour le livre The Clan of the Munes (1916)
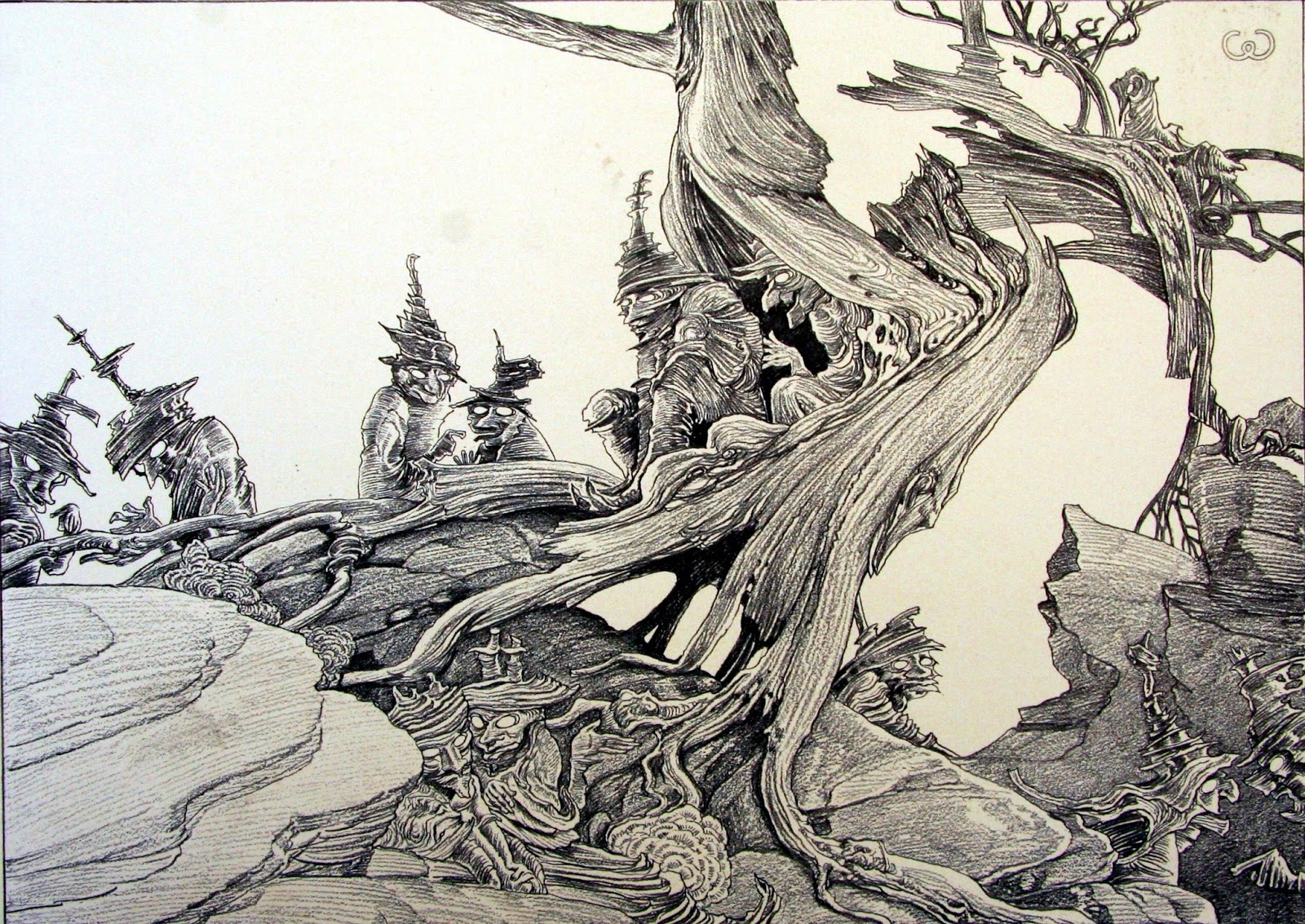
Illustration pour le livre The Clan of the Munes (1916)

## Source
- Adrienne Ruger Conzelman, After the Hunt: The Art Collection of William B. Ruger, Mechanicsburg, Stackpole Books, 2002, p.128